# Vrabélyi-estike
A Vrabélyi-estike (Hesperis matronalis subsp. vrabelyiana) a Keresztesvirágúak (Brassicales) rendjébe tartozó fokozottan védett növényfajunknak, a Hölgyestikének (Hesperis matronalis) a Bükk-vidéki endemikus alfaja.

## Élőhelye
Endemikus flóraelem, csak a Bükk-hegységben él. Mészkedvelő, hárs-kőris sziklaerdőkben, gyöngyvessző-cserjésekben, bükkösökben él.

## Leírása
A többi-szintén védett-alfajtól csak nehezen különíthető el. Virágai a subsp. candida-hoz hasonlóan fehérek, de levelei többé-kevésbé ülők, hosszúkásak vagy hosszúkás-tojásdadok, vállukon levágottak vagy szívesek, egyszerű és mirigyes szőrökkel dúsan borítottak. Június-júliusban virágzik. A határozást nehezíti hogy a Bükk-vidéken a subsp. candida-val egy időben és egy helyen virágzik. Alfaji elkülönítésének jogossága további kutatásokat igényel.
Ismert rokon alfajok Magyarországon:
- H. matronalis subsp. candida
- H. matronalis subsp. matronalis
- H. matronalis subsp. spontanea